# Estação Juan Pablo Duarte
A Estação Juan Pablo Duarte é uma das estações do Metrô de Santo Domingo, situada em Santo Domingo, entre a Estação Manuel Arturo Peña Batlle, a Estação Juan Bosch, a Estação Juan Ulises García e a Estação Coronel Rafael Tomas Fernández. Administrada pela Oficina para el Reordenamiento del Transporte (OPRET), faz parte da Linha 1 e da Linha 2.
Foi inaugurada em 29 de janeiro de 2009. Localiza-se no cruzamento da Avenida Máximo Gómez com a Rodovia John F. Kennedy.